# Chương trình Venera

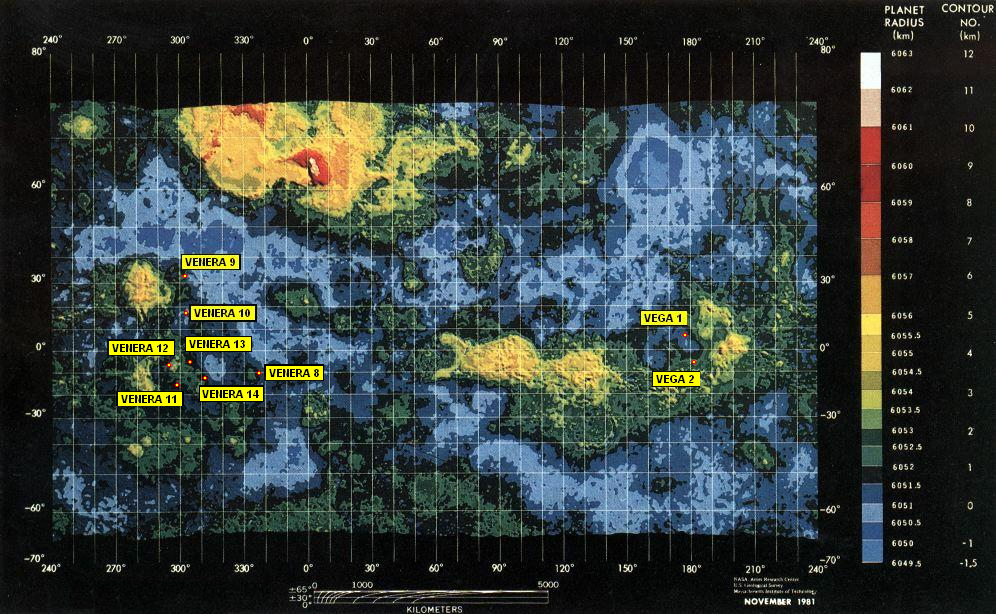
Vị trí hạ cánh của các tàu vũ trụ của Liên Xô. Bản đồ dựa trên bản đồ của tàu vũ trụ không gian Pioneer Venus Orbiter.

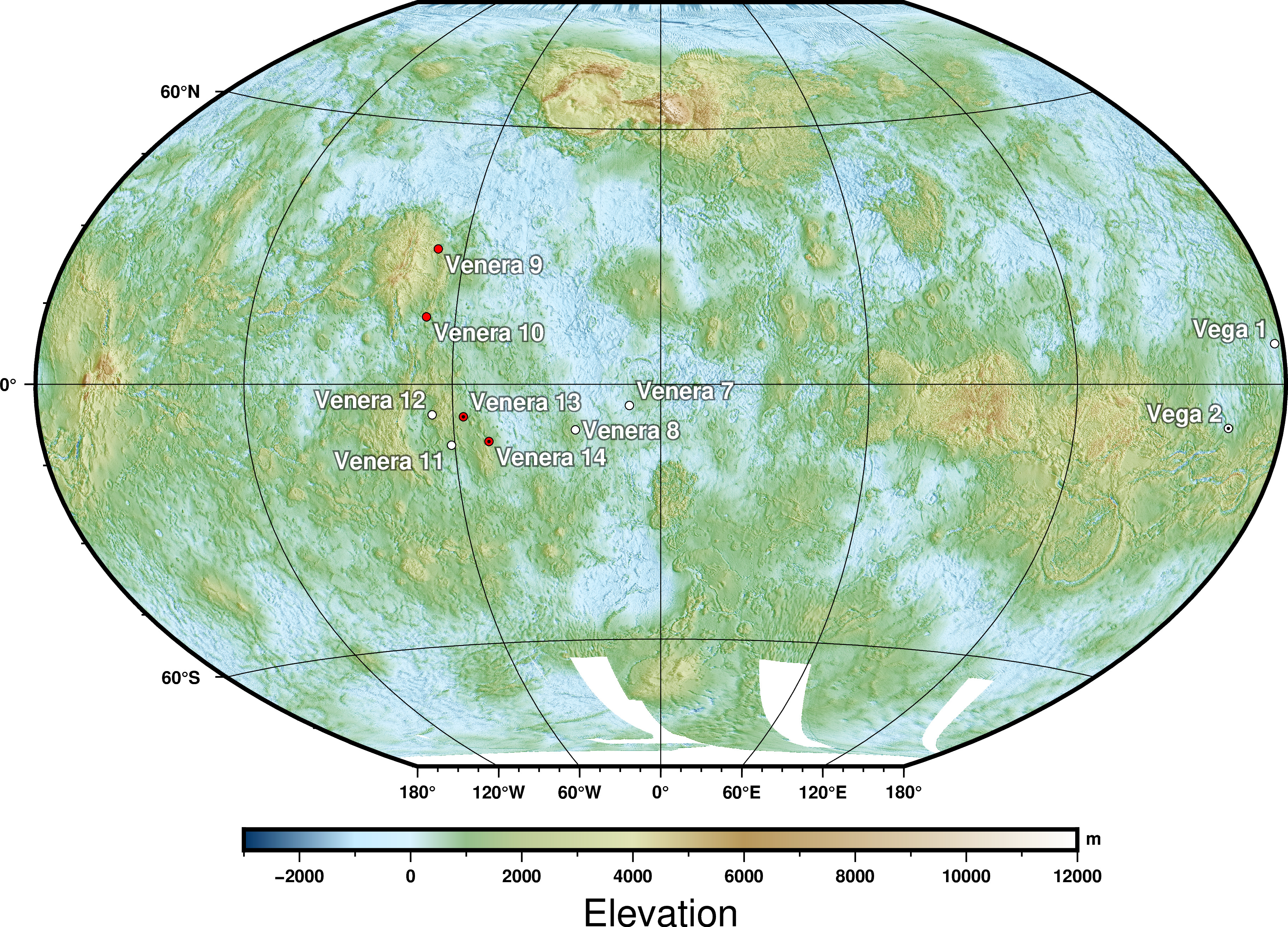
Vị trí của các điểm hạ cảnh của chương trình Venera. Các điểm màu đỏ biểu thị các vị trí trả về các hình ảnh từ bề mặt, các chấm đen là các vị trí trả về các phân tích mẫu bề mặt. Bản đồ dựa trên bản đồ của Pioneer Venus Orbiter và Magellan.

Venera (tiếng Nga: Венера, phát âm [vʲɪˈnʲɛrə]) là chương trình vũ trụ của Liên Xô với hàng loạt tàu vũ trụ thăm dò trong thời gian từ 1961 tới 1984 được phóng lên để thu thập dữ liệu từ sao Kim, Venera là tên tiếng Nga cho sao Kim. Cũng như một số tàu vũ trụ thăm dò hành tinh khác của Liên Xô, các phiên bản tàu vũ trụ được tung ra theo cặp với một tàu vũ trụ thứ hai được tung ra ngay sau tàu vũ trụ thứ nhất.
Mười tàu vũ trụ thăm dò của chương trình Venera đã hạ cánh thành công trên sao Kim và truyền dữ liệu về từ bề mặt của sao Kim, bao gồm cả hai chương trình Vega và tàu vũ trụ thăm dò Venera-Halley. Ngoài ra, mười ba tàu vũ trụ thăm dò Venera đã truyền thành công dữ liệu từ bầu khí quyển của sao Kim.
Trong số các kết quả khác, các tàu vũ trụ thăm dò đã trở thành những thiết bị nhân tạo đầu tiên tiến vào bầu khí quyển của một hành tinh khác (Venera 4 ngày 18 tháng 10 năm 1967), hạ cánh trên hành tinh khác (Venera 7 ngày 15 tháng 12 năm 1970), trả lại hình ảnh từ bề mặt hành tinh (Venera 9 ngày 8 tháng 6 năm 1975), và thực hiện các nghiên cứu chụp chi tiết radar với độ phân giải cao của sao Kim (Venera 15 vào ngày 2 tháng 6 năm 1983). Các cuộc thăm dò sau này trong chương trình Venera đều thực hiện thành công sứ mệnh của chúng, cung cấp những quan sát trực tiếp đầu tiên về bề mặt của sao Kim. Vì các điều kiện bề mặt trên sao Kim khá cực đoan, các tàu vũ trụ thăm dò chỉ tồn tại trên bề mặt sao Kim từ 23 phút (tàu vũ trụ thăm dò đầu tiên) đến khoảng 2 giờ (tàu vũ trụ thăm dò cuối cùng).